# Ґай-Великий (Великопольське воєводство)
Ґай-Великий (пол. Gaj Wielki) — село в Польщі, у гміні Казьмеж Шамотульського повіту Великопольського воєводства.
Населення — 566 осіб (2011).
У 1975-1998 роках село належало до Познанського воєводства.

## Демографія
Демографічна структура станом на 31 березня 2011 року:
|          | Загалом | Допрацездатний вік | Працездатний вік | Постпрацездатний вік |
| -------- | ------- | ------------------ | ---------------- | -------------------- |
| Чоловіки | 279     | 65                 | 191              | 23                   |
| Жінки    | 287     | 70                 | 164              | 53                   |
| Разом    | 566     | 135                | 355              | 76                   |